# Куштиль (Дагестан)
Куштиль (Табас. Гъушт|ил) — село в Хивском районе Дагестана. Входит в состав сельского поселения Сельсовет Чувекский. Выходцы из Куштиля в древности были могущественными войнами стоявщими на защите своих земель. 

## География
Куштиль находится в 43 км к юго-западу от Дербента и в 9 км к северу от районного центра — села Хив. Село расположено в долине реки Рапак и растянуто вдоль её берегов почти на 2 км. Со всех сторон, кроме южной, Куштиль окружён горными цепями и холмами.

## Население
| 1895 | 1926 | 1939 | 1970 | 1989 | 2002 | 2010 |
| ---- | ---- | ---- | ---- | ---- | ---- | ---- |
| 421  | ↘389 | ↗486 | ↗655 | ↗734 | ↗904 | ↗966 |
| 2021 |      |      |      |      |      |      |
| ↘921 |      |      |      |      |      |      |

## История
Считается, что село основано примерно в XVII веке, хотя документально подтверждений этому нет. Но судя по могильным плитам на местном кладбище, поселения здесь существовали и ранее. Тем не менее в 2000 году официально праздновалось 300-летие Куштиля.
НЕТ ИСТОРИИ

## Занятия местных жителей
Основными занятиями жителей села являлись скотоводство и земледелие, а также некоторые виды ремёсел, например, ковроткачество. На сегодняшний день активность этих видов деятельности среди жителей стремительно падает, наблюдается тенденция к уменьшению населения.

## Инфраструктура
- Школа на 200 ученических мест[9].
- Футбольное поле (стадион)[10].
- Два фельдшерско-акушерских пункта[11].
- Две библиотеки[11].
- АЗС[11].
- Магазины[11].

## Известные уроженцы
- Рамазан ал-Куштили — автор хроники Табасарана[12][13]; В первой четверти XIX века Рамазан из Куштиля на арабском языке между 1813 и 1818 годами составил хронологические выписки по истории южного Дагестана, в которых содержатся важные исторические материалы[14]. «Хронологические записи» Рамазана из Куштиля, были переведены учёным-историком А. Р. Шихсаидовым. В хронике даны предельно лаконичные исторические справки о смерти некоторых южно-дагестанских правителей, о борьбе с внешними врагами, о выступлениях внутри Табасарана, об эпидемии чумы и так далее. Ценность «Хронологических записей» Рамазана из Куштиля для табасаранской прозы заключается в том, что они являются образцом перехода устной формы в письменную литературу[15].